# Nino Porzio
Antonino Porzio (n. 4 iunie 1972, Palermo, Italia) cunoscut și sub numele de scenă Nino Porzio este un cântăreț și actor italian.

## Discografie

### Albume
- 1995 – Rosa (Distribuzione Twin Records - Produzione Radiomixitalia)
- 2000 – Mille pazzie (Distribuzione MusicaNapoletana - Produzione Radiomixitalia)
- 2011 – Caruso (Distribuzione ZYX Music - Produzione Mint Records) /BMG Ricordi Music Publishing / EMI Italiana
- 2011 – Made in Italy (Distribuzione believedigital - Produzione Radiomixitalia)
- 2014 – Brividi nel cuore (Distribuzione Seamusica - Produzione Seamusica)

### EP
- 2009 – Ti amo (Distribuzione Warner Music Group - MCP Sound & Media - Produzione Akasa Records)

### Single-uri
- 1998 – Sogno  (Distribuzione HDN Music - Produzione ' GET-Ready-Verlag)
- 2013 – Io penso a te  (Distribuzione Pamusound - Produzione Pamusound)
- 2014 – Attimi (Distribuzione Radiomixitalia-Seamusica - Produzione Radiomixitalia)

## Filme
- Il Traditore    film (2019)
- HERRliche Zeiten film (2018)
- Volt (film) (2016)
- Gomorrah (TV series) (2016)
- The Dark Side of the Moon (2015)
- Alarm für Cobra 11 (2015) as (Peter Koslowski)
- Alarm für Cobra 11 (2013/2014)
- Danni Lowinski    (2014)
- Sternstunde ihres Lebens  (2014)
- Marie Brand    (2014)
- Der letzte Bulle (2014) (The last cop)
- Rush (2013)